# بلبل زردفام
بلبل زردفام (نام علمی: Hypsipetes everetti) یک گونه از پرندگان آوازخوان از تیرهٔ بلبلان (Pycnonotidae) است. این گونه بومی فیلیپین است که تنها در شرق ویسایاس، میندانائو و مجمع‌الجزایر سولو یافت می‌شود. پرندگان مجمع‌الجزایر سولو گاهی گونه‌ای جداگانه به نام بلبل سولو در نظر گرفته می‌شوند. این گونه به دلیل از بین رفتن زیستگاه در حال کاهش است.